# ابرو شاهین
ابرو شاهین (ترکی استانبولی: Ebru Şahin؛ زادهٔ ۱۸ مهٔ ۱۹۹۴) بازیگر اهل ترکیه است.
وی از سال ۲۰۱۶ میلادی تاکنون مشغول فعالیت بوده است. از فیلم‌ها یا برنامه‌های تلویزیونی که وی در آن
ایفای نقش کرده است می‌توان به هرجایی و معجزه صد ساله اشاره کرد.